# Paint Your Wagon

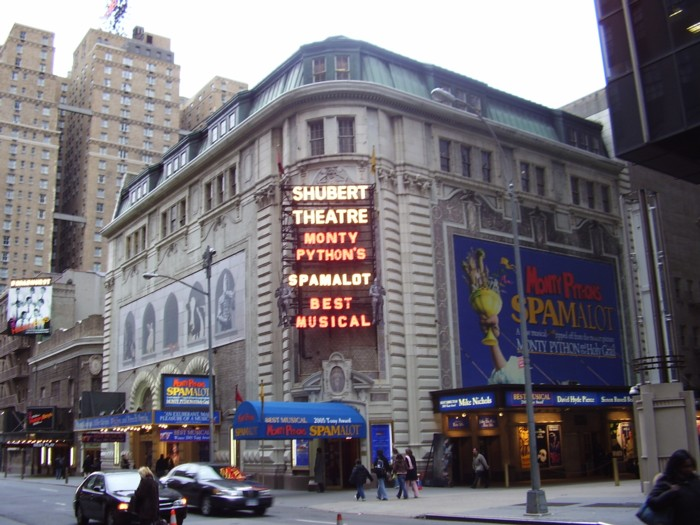
Shubert Theatre – das Uraufführungstheater

Paint Your Wagon ist ein Broadway-Musical mit der Musik von Frederick Loewe. Das Buch und die Gesangstexte schrieb Alan J. Lerner. Das von Cheryl Crawford produzierte Musical hatte am 12. November 1951 seine Broadway-Uraufführung am Shubert Theatre. Die Regie führte Daniel Mann, choreografiert wurde die Show von Agnes de Mille. Nach Loewes und Lerners Vorgänger-Erfolg Brigadoon fiel die Laufzeit von Paint Your Wagon mit 289 Vorstellungen bescheiden aus. Die Erstaufführung im Londoner West End fand am 11. Februar 1953 im Her Majesty’s Theatre statt.

## Handlung
1. Akt – Ort: Die kalifornische Wildnis im Mai 1853.
Als der bärbeißige alte Goldschürfer Ben Rumson einen Freund beerdigen will, findet seine 16-jährige Tochter Jennifer in dem Erdloch Goldstaub. Umgehend beansprucht Rumson den Fundort als Claim, um den herum sich innerhalb von zwei Monaten die Goldgräberstadt Rumson mit 400 Einwohnern entwickelt (Lied: I’m On My Way), in der sich aber nur eine einzige weibliche Person befindet, Rumsons Tochter Jennifer.
Der Goldschürfer Jake Whippany spart sein ganzes Geld, um deshalb Cherry und ihre Fandango Girls einladen zu können (Lied: Rumson), während Jennifer schon die anwachsenden Spannungen in Ort bemerkt (Lied: What’s Goin’ On Here?). Als der nette junge Schürfer Julio Valveras, der außerhalb der Stadt wohnen muss, weil er Mexikaner ist, in die Stadt kommt, um seine schmutzige Wäsche waschen zu lassen, begegnet er Jennifer, die sich bereit erklärt, diese Arbeit für ihn zu erledigen (Lied: I Talk to the Trees). Steve Bulmarck und andere Siedler grübeln inzwischen über ihr einsames Nomadenleben in dem Lied They Call the Wind Maria.
Nach zwei Monaten wollen die männlichen Einwohner, dass Ben Rumson endlich seine Tochter Jennifer wegschickt, während er an seine tote Ehefrau denkt und sich wünscht, sie könnte ihm helfen (Lied: I Still See Elisa). Als Ben sieht, dass Jennifer verliebt mit Julios Wäsche tanzt (Lied: How Can I Wait?), beschließt Ben sie in den Osten zu senden. Da trifft im Städtchen der Mormone Jacob Woodling mit seinen beiden Ehefrauen Sarah und Elizabeth ein und bringt damit die männlichen Einwohner total aus dem Häuschen. Sie verlangen, dass Woodling eine seiner Frauen „verkauft“. Zu seiner eigenen Überraschung beginnt Ben Rumson um Elizabeth zu werben (Lied: In Between) und ersteht sie für 500 Dollar (Lied: Whoop-Ti-Ay!).
Jennifer ist empört über ihren Vater und läuft davon, nachdem sie Julio versprochen hat, innerhalb eines Jahres wieder zurückzukommen (Lied: Carino Mio). Inzwischen treffen auch endlich Cherry und ihre Fandango Girls unter großem Hallo in der Stadt ein (Lied: There’s a Coach Comin’ In). Julio bemerkt inzwischen, dass sein Claim anfängt, weniger abzugeben, was bedeutet, dass er für seinen Lebensunterhalt weiterziehen wird und Jennifer bei ihrer Rückkehr nach einem Jahr wohl nicht treffen wird.
2. Akt – Ein Jahr später im Oktober
Nachdem Cherry und ihre Fandango Girls in Rumson sind, herrscht „Stimmung“ im Ort (Lied: Hand Me Down That Can O’Beans). Ben Rumson bemerkt nicht, dass der Goldgräber Edgar Crocker Elizabeth Avancen macht und die durchaus nicht abgeneigt ist. Rumson denkt eifersüchtig daran, dass der Schürfer Raymond Janney in sie verliebt ist (er ist es). Julio erfährt inzwischen, dass ein See mit Goldstaub auf dem Grund gefunden wurde und erwägt, dahin aufzubrechen (Lied: Another Autumn).
Im Dezember kehrt Jennifer mit „zivilisierten Erfahrungen“ aus dem Osten zurück (Lied: All for Him) und erfährt von ihrem Vater Ben, dass der für sein Gefühl schon viel zu lange an einem Ort geblieben ist (Lied: (I Was Born Under a) Wand’rin’ Star) und weiterziehen will. Am nächsten Tag packen auch schon Cherry und ihre Fandango Girls ihre Sachen, um zum Goldsee weiter zu ziehen, erzählen Jennifer vorher aber noch, dass auch Julio schon dort ist. Raymond Janney bietet Ben für Elizabeth 3.000 Dollar, doch sie rennt mit Edgar Crocker davon. Als auch 40 Meilen südlich von Rumson Gold gefunden wird, fängt die ganze Stadt langsam an, ihre Sachen zu packen – mit Ausnahme von Jennifer – sie wartet auf die Rückkehr von Julio – und Ben Rumson, der mit einem Mal bemerkt, dass das ja eigentlich seine Stadt ist.
Im April taucht auch endlich Julio auf, vollkommen erfolglos und ist überrascht, Ben und Jennifer vorzufinden. Als Julio und Jennifer aufeinander zugehen, ziehen die Wagen der die Stadt verlassenden Goldgräber an ihnen vorbei.

## Bekannte Musiknummern
- (I Was Born Under a) Wand’rin’ Star
- They Call the Wind Maria

Letzteres Lied ist Namensgeber für den Maria Creek, einen Schmelzwasserfluss in der Antarktis.

## Verfilmung
Das Musical wurde 1969 unter der Regie von Joshua Logan mit veränderter Handlung und Partitur verfilmt, der deutsche Verleihtitel lautet Westwärts zieht der Wind. Die Hauptrollen spielen Lee Marvin und Clint Eastwood.

## Auszeichnungen
- 1952 – Theatre World Award für Tony Bavaar in der Rolle des Julio Valveras in der Uraufführungssaison.